# Юмас
Юмас — деревня в России, находится в Кондинском районе, Ханты-Мансийского автономного округа — Югры. Входит в состав Городского поселения Мортка.
Почтовый индекс — 628215, код ОКАТО — 71116925001.

## Население
| 2010 |
| ---- |
| 513  |

Население на 1 января 2008 года составляло 625 человек.

## Климат
Климат резко континентальный, зима суровая, с сильными ветрами и метелями, продолжающаяся пять−шесть месяцев. Лето относительно тёплое, но быстротечное.

## Культура и образование
В деревне действует культурно-досуговый центр от ДК гп. Мортка.
Школа предоставляет дошкольное, начальное, основное, среднее образование. Численность учеников на конец 2022 года составляла 144 человека, включая дошкольное отделение. Функционирует школьный музей. Учащиеся школы регулярно занимают призовые места на районных соревнованиях по стрельбе и другим военно-прикладным дисциплинам, успешно выступают на соревнованиях по северному многоборью.

## СМИ
Сетевое издание «Stamina online», зарегистрировано в 2018 году. Тематика: образовательная, культурно-просветительская.